# Club Atlético Estudiantes (Santiago del Estero)
El Club Atlético Estudiantes es una institución social y deportiva argentina del Barrio Huaico Hondo, Ciudad de Santiago del Estero, capital de la provincia homónima. Fue fundado el 1 de abril de 1913 para dedicarse a su principal actividad, el fútbol. La institución deportiva es conocida por el apodo de Estuky.
Su estadio se llama Dr. Andrés Esteban Vergottini en honor a su primer presidente, y está situado en la avenida Antenor Álvarez 1576. 
Estudiantes jugó el Campeonato Nacional 1982 de Primera División. A pesar de la clasificación, el club fue eliminado del torneo en la fase de grupos después de haber alcanzado 4 puntos en 16 partidos. También ha disputado otros torneos nacionales como el Torneo Argentino B, Torneo Argentino C y la Copa de la República 1945 donde llegó a semifinales. A nivel regional forma parte de la Liga Santiagueña de Fútbol, donde se ha consagrado en 14 oportunidades.

## Instalaciones

### Estadio
El estadio llamado Dr. Andrés Vergottin en honor a un exdirigente de la institución, se encuentra ubicado en el barrio Huaico Hondo, en la ciudad de Santiago del Estero. Su primera cancha se ubicaba en el parque Aguirre, donde en la actualidad se encuentra la Escuela Técnica Nº 2. En la década de 1950 Estudiantes se muda al barrio Huaico Hondo, lugar en el que hoy se emplaza su estadio.  Aunque Estudiantes participó del Torneo Nacional de Primera División del año 1982, disputó sus partidos como local en el estadio de Central Córdoba.

## Datos del club
Total de temporadas en AFA: 16
- Temporadas en primera división: 1
  - Campeonato Nacional: 1 (1982)
- Temporadas en segunda división: 4
  - Torneo Regional: 4 (1974, 1978, 1981 - 1982)
- Temporadas en tercera división: 1
  - Torneo del Interior: 1 (1986)
- Temporadas en cuarta división: 2
  - Torneo Argentino B: 1 (2003/04)
  - Torneo Regional Federal Amateur: 1 (2022/23)
- Temporadas en quinta división: 8
  - Torneo Federal C: 3 (2015 - 2017)
  - Torneo Argentino C: 5 (2010 - 2014)
- Participaciones en Copas nacionales: 1
  - Copa de la República: 1 (1945)
    - Mejor posición en Copa de la República: Semifinal (1945)

## Palmarés

### Torneos regionales
- Liga Santiagueña de Fútbol (14): 1942, 1944, 1949, 1951, 1952, 1958, 1973 (2), 1974, 1977, 1980, 1981, 2003, Copa Santiago 2013[7]